# Garfield de Tiji des Templiers
Garfield de Tiji des Templiers (né le 23 avril 2006) est un étalon de saut d'obstacles des stud-book BWP et sBs, monté par le cavalier belge Jérôme Guéry.

## Histoire
Il naît le 23 avril 2006 à l'élevage de Trim van Tricht, à Kapelle-op-den-Bos en Belgique. Il évolue sur des CSI2* jusqu'à ce que Jean-Claude Benali le confie à Jérôme Guéry en août 2016.
Il se classe 3e au championnat du monde de saut d'obstacles de 2016, vainqueur à El Jadida et second au Athina Onassis de Saint-Tropez en 2017. Il remporte le prix Groupe Barrière à Cannes en juin 2017, et un CSI5* à 1,50 m à Lausanne en septembre 2017.

## Description
Garfield de Tiji des Templiers est un étalon de robe grise, inscrit aux stud-book du BWP et du sBs, toisant 1,70 m. Il est surnommé « gros chat ».

## Palmarès
- Juin 2017 : Vainqueur du prix Groupe Barrière à l'étape Longines Global Champions Tour (GCT) de Cannes[5],[7].
- Février 2018 : second du Longines Master de Hong Kong[8],[9].
- Avril 2018 : 3e du CSI5* de l'étape GCT de Shanghaï[10]
- Décembre 2018 : vainqueur du CSI5* de Prague[11].

Il reçoit un EquiTime Award pour sa saison 2017 particulièrement brillante, qui lui a permis de terminer au 20e rang mondial dans sa discipline.

## Origines
Garfield de Tiji des Templiers est un fils de Quasimodo Z et de la jument Paloma De Lauzelle, par Goldspring De Lauzelle,.

## Descendance
Il est admis à la reproduction par le stud-book sBs.